# پوخهایم
پوخهایم (به آلمانی: Puchheim) یک شهر در آلمان است که در بایرن واقع شده‌است.

## خصوصیات
پوخهایم ۱۲٫۲۳ کیلومترمربع مساحت دارد ۵۳۵ متر بالاتر از سطح دریا واقع شده‌است.

## خواهرخوانده
شهرهای نادکانیژا، Zalakaros، Attnang-Puchheim و Salo خواهرخوانده‌های پوخهایم هستند.